# Curling-Juniorenweltmeisterschaft 2010
Die Curling-Juniorenweltmeisterschaft 2010 wurde vom 6. bis 14. März im schweizerischen Flims ausgetragen.

## Männer

### Teilnehmer
| Land                | Fourth               | Third               | Second           | Lead               | Alternate        |
| ------------------- | -------------------- | ------------------- | ---------------- | ------------------ | ---------------- |
| Volksrepublik China | Ji Yansong           | Huang Jihui         | Ba Dexin         | Guo Wenli          | Han Yujun        |
| Dänemark            | Mikkel Krause        | Oliver Dupont       | Tobias Thune     | Troels Harry       | Kasper Jørgensen |
| Finnland            | Kasper Hakunti       | Iiro Sipola         | Oskar Ainola     | Kalle Wallin       | Toni Ylhäinena   |
| Kanada              | Jake Walker          | Craig Van Ymeren    | Geoff Chambers   | Matt Mapletoft     | Mathew Camm      |
| Norwegen            | Markus Snøve Høiberg | Steffen Mellemseter | Steffen Walstad  | Magnus Nedregotten | Truls Rolvsjord  |
| Russland            | Artem Bolduzev       | Alexei Stukalski    | Victor Kornev    | Vadim Raev         | Evgeniy Arkhipov |
| Schottland          | Ally Fraser          | Steven Mitchell     | Scott Andrews    | Kerr Drummond      | Blair Fraser     |
| Schweden            | Patric Mabergs       | Gustav Eskilsson    | Jesper Johansson | Victor Herlin      | Johannes Patz    |
| Schweiz             | Peter de Cruz        | Benoît Schwarz      | Roger Gulka      | Valentin Tanner    | Dominik Märki    |
| Vereinigte Staaten  | Sean Beighton        | Derrick McLean      | Samuel Galey     | Joseph Purvis      | Aaron Tasa       |

### Round Robin
| Datum | Zeit  | Begegnung                                | Resultat |
| ----- | ----- | ---------------------------------------- | -------- |
| 6.3.  | 14:00 | Russland – Schweden                      | 7:9      |
|       |       | Volksrepublik China – Vereinigte Staaten | 5:3      |
|       |       | Dänemark – Schweiz                       | 7:8      |
|       |       | Schottland – Norwegen                    | 3:9      |
|       |       | Kanada – Finnland                        | 6:2      |
| 7.3.  | 09:00 | Kanada – Volksrepublik China             | 4:6      |
|       |       | Schweiz – Finnland                       | 9:4      |
|       |       | Russland – Schottland                    | 5:6      |
|       |       | Dänemark – Schweden                      | 3:8      |
|       |       | Vereinigte Staaten – Norwegen            | 5:7      |
|       | 19:00 | Norwegen – Finnland                      | 10:8     |
|       |       | Schweden – Schottland                    | 1:6      |
|       |       | Vereinigte Staaten – Kanada              | 3:5      |
|       |       | Schweiz – Russland                       | 9:1      |
|       |       | Dänemark – Volksrepublik China           | 6:7      |
| 8.3.  | 14:00 | Schweden – Vereinigte Staaten            | 13:2     |
|       |       | Dänemark – Russland                      | 9:7      |
|       |       | Volksrepublik China – Finnland           | 2:6      |
|       |       | Norwegen – Kanada                        | 5:9      |
|       |       | Schottland – Schweiz                     | 5:3      |
| 9.3.  | 09:00 | Dänemark – Kanada                        | 6:11     |
|       |       | Vereinigte Staaten – Schweiz             | 5:7      |
|       |       | Schweden – Norwegen                      | 5:6      |
|       |       | Volksrepublik China – Schottland         | 3:6      |
|       |       | Finnland – Russland                      | 6:7      |

| Datum | Zeit  | Begegnung                       | Resultat |
| ----- | ----- | ------------------------------- | -------- |
| 9.3.  | 18:00 | Finnland – Schottland           | 4:5      |
|       |       | Russland – Norwegen             | 4:6      |
|       |       | Schweiz – Volksrepublik China   | 5:6      |
|       |       | Vereinigte Staaten – Dänemark   | 4:10     |
|       |       | Schweden – Kanada               | 5:6      |
| 10.3. | 14:00 | Volksrepublik China – Russland  | 4:2      |
|       |       | Finnland – Schweden             | 6:7      |
|       |       | Schottland – Vereinigte Staaten | 8:3      |
|       |       | Kanada – Schweiz                | 7:9      |
|       |       | Norwegen – Dänemark             | 7:5      |
| 11.3. | 08:00 | Schweiz – Norwegen              | 6:3      |
|       |       | Schottland – Kanada             | 4:2      |
|       |       | Finnland – Dänemark             | 8:4      |
|       |       | Schweden – Volksrepublik China  | 2:7      |
|       |       | Russland – Vereinigte Staaten   | 3:7      |
|       | 17:00 | Schottland – Dänemark           | 8:3      |
|       |       | Norwegen – Volksrepublik China  | 3:8      |
|       |       | Kanada – Russland               | 4:3      |
|       |       | Finnland – Vereinigte Staaten   | 8:2      |
|       |       | Schweiz – Schweden              | 5:4      |

| Platz | Team                | Spiele | Siege | Ndlg. |
| ----- | ------------------- | ------ | ----- | ----- |
| 1.    | Schottland          | 9      | 8     | 1     |
| 2.    | Schweiz             | 9      | 7     | 2     |
| 2.    | Volksrepublik China | 9      | 7     | 2     |
| 4.    | Kanada              | 9      | 6     | 3     |
| 5.    | Norwegen            | 9      | 6     | 3     |
| 6.    | Schweden            | 9      | 4     | 5     |
| 7.    | Finnland            | 9      | 3     | 6     |
| 8.    | Dänemark            | 9      | 2     | 7     |
| 9.    | Vereinigte Staaten  | 9      | 1     | 8     |
| 10.   | Russland            | 9      | 1     | 8     |

 Kanada besiegte  Norwegen im Tiebreaker um den 4. Platz mit 8:4.

### Playoffs
|  | Page-Playoffs | Page-Playoffs       | Page-Playoffs |         |   | Halbfinale          | Halbfinale | Halbfinale          |   |  | Finale | Finale     | Finale |
|  |               |                     |               |         |   |                     |            |                     |   |  |        |            |        |
|  | 1             | Schottland          | 6             |         |   |                     |            |                     |   |  | 1      | Schottland | 6      |
|  | 2             | Volksrepublik China | 3             |         |   |                     |            |                     |   |  | 3      | Schweiz    | 7      |
|  | 2             | Volksrepublik China | 3             |         | 2 | Volksrepublik China | 3          |                     |   |  | 3      | Schweiz    | 7      |
|  |               |                     |               |         |   |                     | 3          |                     |   |  |        |            |        |
|  |               |                     | 3             | Schweiz | 4 |                     |            |                     |   |  |        |            |        |
|  | 3             | Schweiz             | 3             | Schweiz | 4 | 5                   | 2          | Volksrepublik China | 1 |  |        |            |        |
|  | 3             | Schweiz             |               |         |   |                     | 2          | Volksrepublik China | 1 |  |        |            |        |
|  | 4             | Kanada              | 4             |         |   |                     |            |                     |   |  | 4      | Kanada     | 7      |

Spiel 1v2: 13. März, 12:00
| Team                |    | 1 | 2 | 3 | 4 | 5 | 6 | 7 | 8 | 9 | 10 | Gesamt |
| ------------------- | -- | - | - | - | - | - | - | - | - | - | -- | ------ |
| Schottland          | 🔨 | 2 | 0 | 0 | 2 | 0 | 0 | 1 | 0 | 0 | 1  | 6      |
| Volksrepublik China |    | 0 | 0 | 2 | 0 | 0 | 0 | 0 | 0 | 1 | 0  | 3      |

Spiel 3v4: 13. März, 12:00
| Team    |    | 1 | 2 | 3 | 4 | 5 | 6 | 7 | 8 | 9 | 10 | Gesamt |
| ------- | -- | - | - | - | - | - | - | - | - | - | -- | ------ |
| Kanada  |    | 0 | 0 | 1 | 1 | 0 | 0 | 0 | 2 | 0 | 0  | 4      |
| Schweiz | 🔨 | 1 | 0 | 0 | 0 | 2 | 0 | 0 | 0 | 0 | 2  | 5      |

Halbfinale: 13. März, 18:00
| Team                |    | 1 | 2 | 3 | 4 | 5 | 6 | 7 | 8 | 9 | 10 | Gesamt |
| ------------------- | -- | - | - | - | - | - | - | - | - | - | -- | ------ |
| Volksrepublik China | 🔨 | 0 | 0 | 0 | 1 | 0 | 0 | 0 | 1 | 1 | 0  | 3      |
| Schweiz             |    | 0 | 0 | 0 | 0 | 1 | 1 | 0 | 0 | 0 | 2  | 4      |

Spiel um Platz 3: 14. März, 13:00
| Team                |    | 1 | 2 | 3 | 4 | 5 | 6 | 7 | 8 | 9 | 10 | Gesamt |
| ------------------- | -- | - | - | - | - | - | - | - | - | - | -- | ------ |
| Kanada              |    | 1 | 1 | 2 | 1 | 0 | 0 | 2 | 0 | X | X  | 7      |
| Volksrepublik China | 🔨 | 0 | 0 | 0 | 0 | 0 | 1 | 0 | 0 | X | X  | 1      |

Finale: 14. März, 13:00
| Team       |    | 1 | 2 | 3 | 4 | 5 | 6 | 7 | 8 | 9 | 10 | Gesamt |
| ---------- | -- | - | - | - | - | - | - | - | - | - | -- | ------ |
| Schottland | 🔨 | 2 | 0 | 0 | 0 | 2 | 0 | 1 | 1 | 0 | 0  | 6      |
| Schweiz    |    | 0 | 0 | 1 | 1 | 0 | 2 | 0 | 0 | 2 | 1  | 7      |

### Endstand
| Platz | Land                |
| ----- | ------------------- |
| 1     | Schweiz             |
| 2     | Schottland          |
| 3     | Kanada              |
| 4     | Volksrepublik China |
| 5     | Norwegen            |
| 6     | Schweden            |
| 7     | Finnland            |
| 8     | Dänemark            |
| 9     | Vereinigte Staaten  |
| 10    | Russland            |

## Frauen

### Teilnehmerinnen
| Land                | Fourth            | Third            | Second             | Lead             | Alternate          |
| ------------------- | ----------------- | ---------------- | ------------------ | ---------------- | ------------------ |
| Volksrepublik China | Liu Sijia         | Liu Jinli        | Zheng Chunmei      | Jiang Yilun      | She Quitong        |
| Deutschland         | Martina Linder    | Corinna Scholz   | Leah Andrews       | Angelina Terrey  | Sina Hiltensberger |
| Frankreich          | Marie Coulot      | Aurélie Baliff   | Anna Li            | Manon Humbert    |                    |
| Kanada              | Rachel Homan      | Emma Miskew      | Laura Crocker      | Lynn Kreviazuk   | Alison Kreviazuk   |
| Russland            | Anna Sidorova     | Margarita Fomina | Jekaterina Galkina | Galina Arsenkina | Ekaterina Antonova |
| Schottland          | Lauren Gray       | Claire MacDonald | Tasha Aitken       | Caitlin Barr     | Anna Sloan         |
| Schweden            | Anna Hasselborg   | Jonna McManus    | Agnes Knochenhauer | Anna Huhta       | Sara McManus       |
| Schweiz             | Manuela Siegrist  | Imogen Lehmann   | Claudia Hug        | Janine Wyss      | Corinne Rupp       |
| Tschechien          | Anna Kubeskova    | Tereza Plíšková  | Martina Strnadová  | Zuzana Hajkova   | Veronika Herdova   |
| Vereinigte Staaten  | Alexandra Carlson | Tabitha Peterson | Tara Peterson      | Sophie Brorson   | Miranda Solem      |

### Round Robin
| Datum | Zeit  | Begegnung                                | Resultat |
| ----- | ----- | ---------------------------------------- | -------- |
| 6.3.  | 09:00 | Kanada – Volksrepublik China             | 12:3     |
|       |       | Tschechien – Schottland                  | 9:8      |
|       |       | Russland – Frankreich                    | 8:3      |
|       |       | Vereinigte Staaten – Schweden            | 4:10     |
|       |       | Schweiz – Deutschland                    | 8:7      |
|       | 19:00 | Schweiz – Schottland                     | 9:3      |
|       |       | Deutschland – Frankreich                 | 10:6     |
|       |       | Kanada – Vereinigte Staaten              | 8:5      |
|       |       | Russland – Volksrepublik China           | 5:7      |
|       |       | Tschechien – Schweden                    | 5:6      |
| 7.3.  | 14:00 | Schweden – Deutschland                   | 6:3      |
|       |       | Vereinigte Staaten – Volksrepublik China | 7:5      |
|       |       | Tschechien – Schweiz                     | 2:9      |
|       |       | Frankreich – Kanada                      | 2:12     |
|       |       | Russland – Schottland                    | 6:4      |
| 8.3.  | 09:00 | Volksrepublik China – Tschechien         | 7:6      |
|       |       | Kanada – Russland                        | 8:7      |
|       |       | Schottland – Deutschland                 | 1:4      |
|       |       | Schweden – Schweiz                       | 8:5      |
|       |       | Vereinigte Staaten – Frankreich          | 8:5      |
|       | 19:00 | Russland – Schweiz                       | 6:7      |
|       |       | Frankreich – Tschechien                  | 8:3      |
|       |       | Schweden – Volksrepublik China           | 5:1      |
|       |       | Schottland – Vereinigte Staaten          | 6:7      |
|       |       | Deutschland – Kanada                     | 3:6      |
| 9.3.  | 13:30 | Deutschland – Vereinigte Staaten         | 3:11     |
|       |       | Schweden – Kanada                        | 4:6      |
|       |       | Frankreich – Schottland                  | 3:8      |
|       |       | Tschechien – Russland                    | 3:9      |
|       |       | Volksrepublik China – Schweiz            | 4:8      |
| 10.3. | 09:00 | Schottland – Kanada                      | 6:7      |
|       |       | Volksrepublik China – Deutschland        | 5:4      |
|       |       | Vereinigte Staaten – Tschechien          | 4:7      |
|       |       | Schweiz – Frankreich                     | 2:8      |
|       |       | Schweden – Russland                      | 4:7      |
|       | 19:00 | Frankreich – Schweden                    | 4:11     |
|       |       | Schweiz – Vereinigte Staaten             | 7:8      |
|       |       | Deutschland – Russland                   | 4:6      |
|       |       | Volksrepublik China – Schottland         | 2:8      |
|       |       | Kanada – Tschechien                      | 9:3      |
| 11.3. | 12:30 | Vereinigte Staaten – Russland            | 6:5      |
|       |       | Schottland – Schweden                    | 2:6      |
|       |       | Schweiz – Kanada                         | 8:6      |
|       |       | Deutschland – Tschechien                 | 8:10     |
|       |       | Frankreich – Volksrepublik China         | 6:5      |

| Platz | Team                | Spiele | Siege | Ndlg. |
| ----- | ------------------- | ------ | ----- | ----- |
| 1.    | Kanada              | 9      | 8     | 1     |
| 2.    | Schweden            | 9      | 7     | 2     |
| 3.    | Vereinigte Staaten  | 9      | 6     | 3     |
|       | Schweiz             | 9      | 6     | 3     |
| 5.    | Russland            | 9      | 5     | 4     |
| 6.    | Frankreich          | 9      | 3     | 6     |
|       | Volksrepublik China | 9      | 3     | 6     |
|       | Tschechien          | 9      | 3     | 6     |
| 9.    | Deutschland         | 9      | 2     | 7     |
|       | Schottland          | 9      | 2     | 7     |

### Playoffs
|  | Page-Playoffs | Page-Playoffs      | Page-Playoffs |                    |   | Halbfinale | Halbfinale | Halbfinale         |   |  | Finale | Finale   | Finale |
|  |               |                    |               |                    |   |            |            |                    |   |  |        |          |        |
|  | 1             | Kanada             | 9             |                    |   |            |            |                    |   |  | 1      | Kanada   | 3      |
|  | 2             | Schweden           | 3             |                    |   |            |            |                    |   |  | 2      | Schweden | 8      |
|  | 2             | Schweden           | 3             |                    | 2 | Schweden   | 6          |                    |   |  | 2      | Schweden | 8      |
|  |               |                    |               |                    |   |            | 6          |                    |   |  |        |          |        |
|  |               |                    | 3             | Vereinigte Staaten | 1 |            |            |                    |   |  |        |          |        |
|  | 3             | Vereinigte Staaten | 3             | Vereinigte Staaten | 1 | 6          | 3          | Vereinigte Staaten | 9 |  |        |          |        |
|  | 3             | Vereinigte Staaten |               |                    |   |            | 3          | Vereinigte Staaten | 9 |  |        |          |        |
|  | 4             | Schweiz            | 4             |                    |   |            |            |                    |   |  | 4      | Schweiz  | 7      |

### Endstand
| Platz | Land                |
| ----- | ------------------- |
| 1     | Schweden            |
| 2     | Kanada              |
| 3     | Vereinigte Staaten  |
| 4     | Schweiz             |
| 5     | Russland            |
| 6     | Frankreich          |
| 7     | Volksrepublik China |
| 8     | Tschechien          |
| 9     | Deutschland         |
| 10    | Schottland          |